# Maria Laura Almirão
Maria Laura Almirão (sinh ngày 20 tháng 9 năm 1977 tại São Paulo,  Brazil) là vận động viên chạy nước rút nội dung 400 mét.
Almirao đạt tiêu chuẩn tham dự nội dung 400 mét nữ tại Thế vận hội Mùa hè 2004 ở Athens, nhờ việc giành huy chương vàng từ Giải vô địch người Ibero tổ chức tại Huelva, Tây Ban Nha. Ở vòng 2, cô hoàn thành cuộc thi tại vị trí thứ năm với thời gian 52,10 giây.
Tại Thế vận hội Mùa hè 2008 ở Bắc Kinh, Almirao thi đấu trong các nội dung chạy nước rút cá nhân và tiếp sức. Đối với nội dung 400 mét, Almirao chạy cùng 6 vận động viên khác bao gồm Christine Ohuruogu của Vương quốc Anh, nhà vô địch Olympic trong trận chung kết. Cô hoành thành cuộc đua ở vị trí thứ 5, nhiều hơn 2 giây sau Ohuruogu, với thời gian là 53,26. Sau đó Almirao cùng đồng đội Lucimar Teodoro, Josiane Tito và Emmily Pinheiro tham gia nội dung chạy tiếp sức 4 × 400 m nữ. Cô chạy trong đợt tiếp sức thứ hai, với thời gian cá nhân là 53,49 giây. Almirao và đội hoàn thành cuộc thi tiếp sức ở vị trí thứ sáu trong tổng thời gian là 3:30.10, loại khỏi vòng trận chung kết.
Almirao là thành viên toàn thời gian của Associação Profissionalizante BMF ở São Caetano do Sul, được huấn luyện bởi Katsuhito Nakaya người Nhật Bản.